# Östra Rönnskär, Borgå
Östra Rönnskär är öar i Finland. De ligger i Finska viken och i kommunen Borgå i landskapet Nyland, i den södra delen av landet. Öarna ligger omkring 49 kilometer öster om Helsingfors.
Arean för den av öarna koordinaterna pekar på är 2,1 hektar och dess största längd är 290 meter i sydöst-nordvästlig riktning. Närmaste större samhälle är Borgå, 18,2 km nordväst om Östra Rönnskär.